# Pierre-Nolasque Bergeret

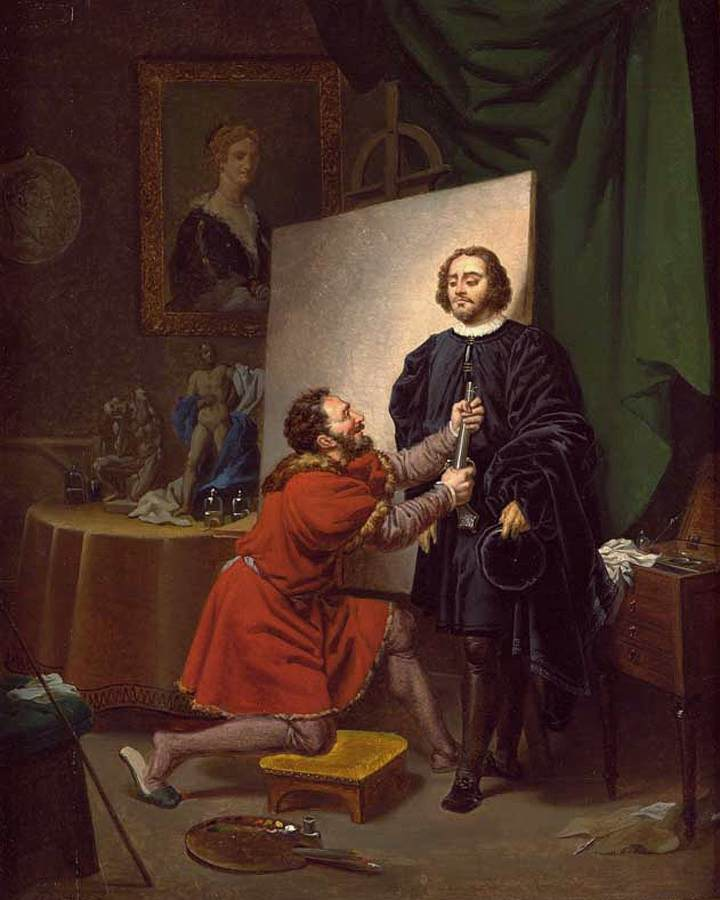
Aretino w studio Tintoretto

Pierre-Nolasque Bergeret (ur. 30 stycznia 1782 w Bordeaux, zm. 21 lutego 1863 w Paryżu) – francuski malarz, grafik i projektant, pionier litografii.
Kształcił się w Bordeaux u Pierre'a Lacour, później w Paryżu pod kierunkiem François-André Vincenta, Jacques'a-Louisa Davida i Jeana Ingresa.
Malował sceny historyczne, rodzajowe i alegorie, chętnie nawiązywał do mistrzów renesansu szczególnie do Rafaela. Projektował napoleońskie medale i porcelanę sewrską. Bergeret odegrał ważną rolę przy wprowadzaniu litografii, jego prace stanowią przykłady najwcześniejszego użycia tej techniki np. Mercury (1804) i Le Suprême Bon Ton Actuel (1805).
Artysta zaprojektował również płaskorzeźby zdobiące kolumnę na placu Vendôme w Paryżu, będącą odpowiednikiem rzymskiej kolumny Trajana. Reliefy przedstawiają kampanie napoleońskie z lat 1805-1806 (m.in. bitwę pod Austerlitz). Kolumna była kilkakrotnie niszczona, ostatni raz podczas Komuny Paryskiej, odrestaurowano ją w 1875.

## Ważniejsze prace

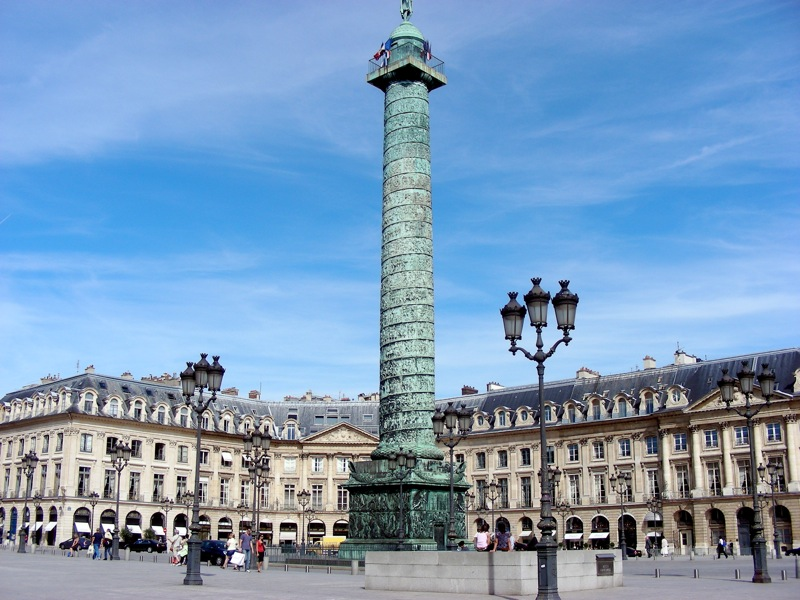
Kolumna na placu Vendôme w Paryżu

- Honors Rendered to Raphael on His Deathbed, 1806
- Charles V Picking up Titian's Brush, 1808
- Anne Boleyn Condemned to Death, ok. 1814
- Fra Lippo Lippi Enslaved in Tangiers, ok. 1819
- Painting a Portrait of His Captor,
- Aretino in the Studio of Titian ok. 1822.